# Casa-torre

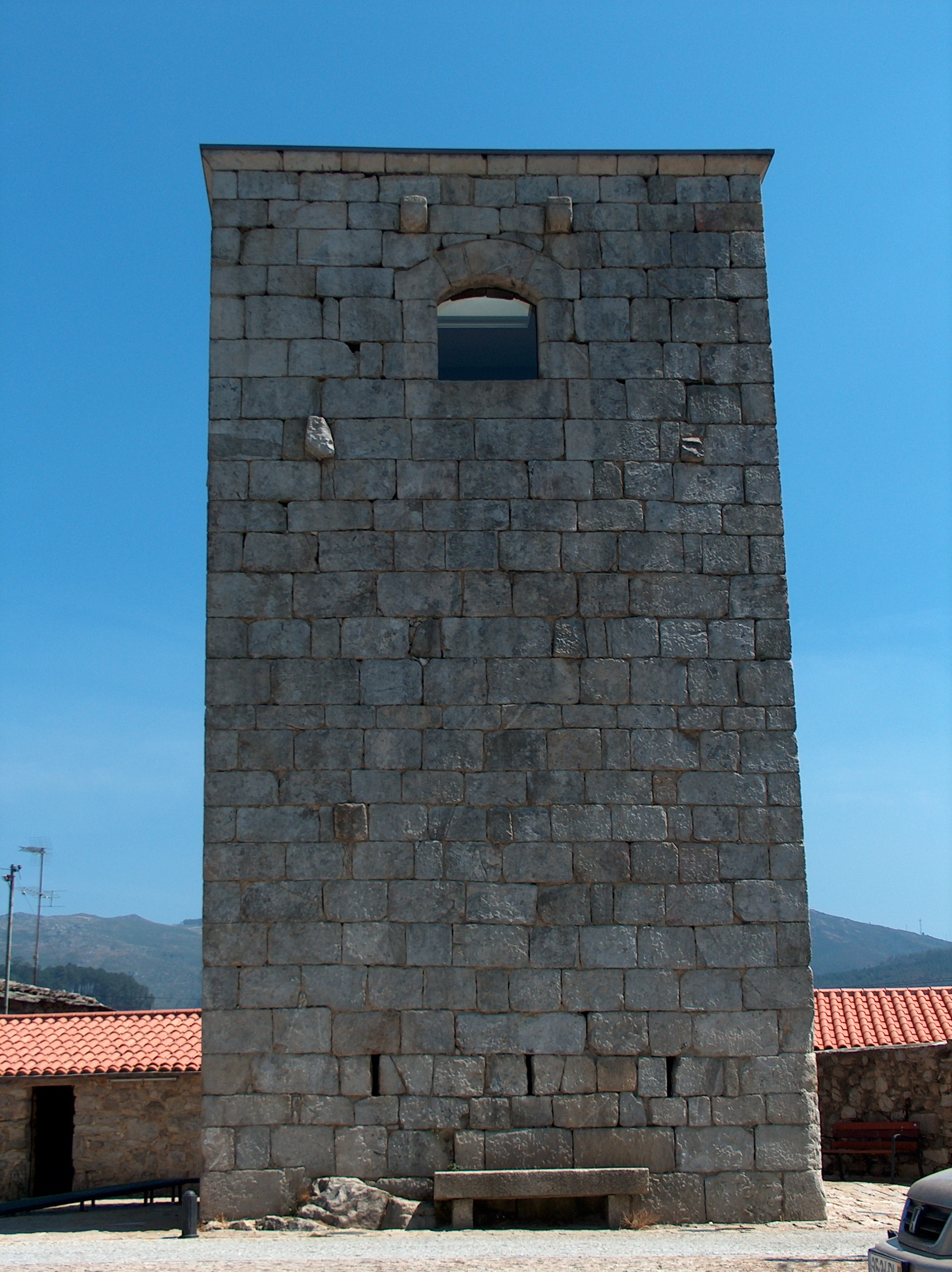
Torre de Alcofra, Portugal

As casas-torre foram inspiradas nas torres de menagem. Este tipo de construção fortificada, apareceu entre os séculos X e o XIII, e era utilizada pela pequena e média nobreza como residência. As casas torre evidenciavam um sinal de posse sobre as zonas férteis que as rodeavam e demonstram a busca de prestígio e ascensão social pela pequena nobreza. Estas torres apresentavam geralmente três pisos sem divisórias, sendo o térreo utilizado como armazém, o piso intermédio como sala e o piso superior como aposento do proprietário. A entrada para a torre, era normalmente feita através duma porta existente no piso intermediário, a alguns metros do solo, e através de uma escada móvel de madeira ou ferro.

## Europa

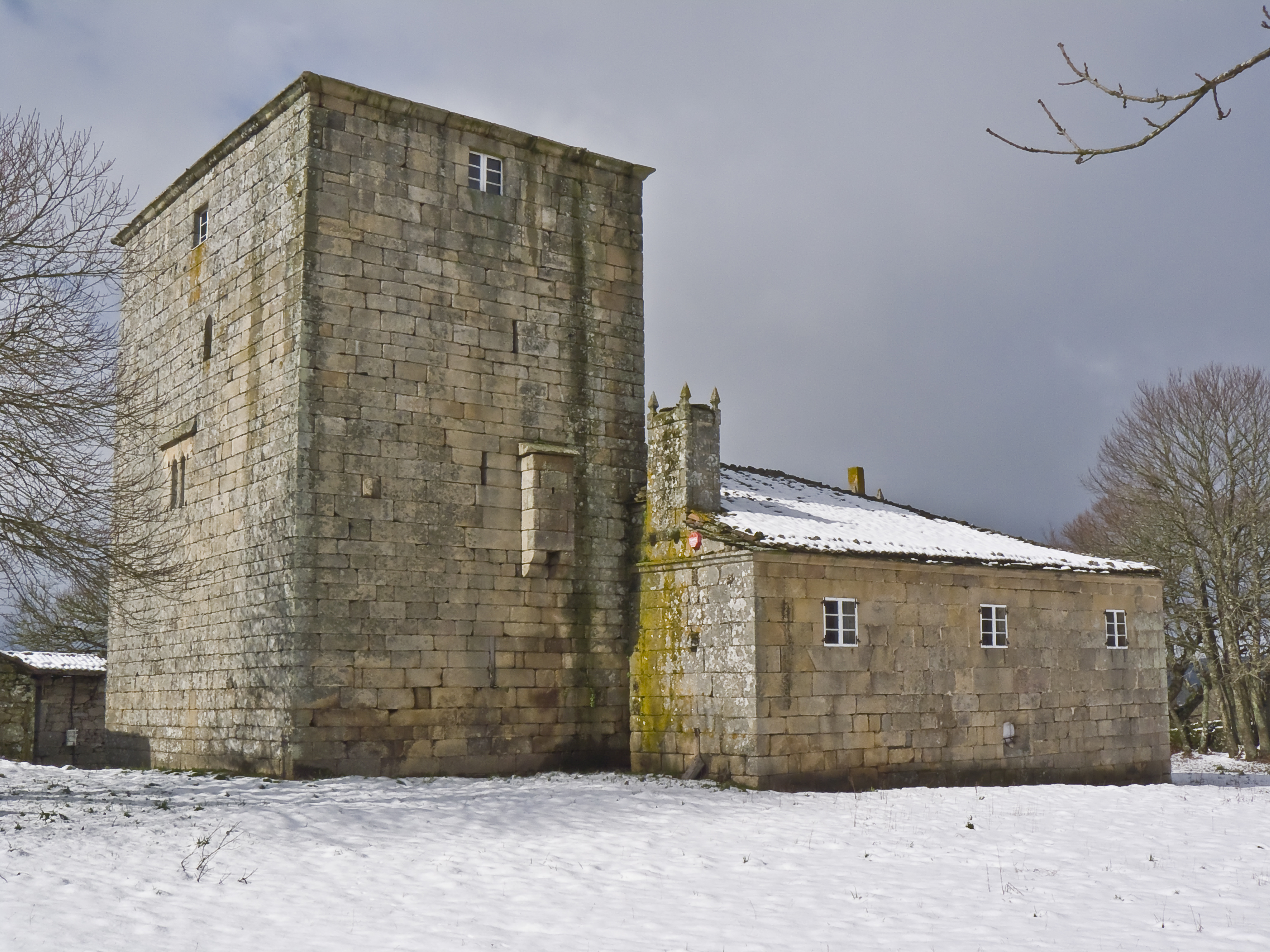
Casa Senhorial e torre de São Miguel das Penas, Monterroso, Espanha.

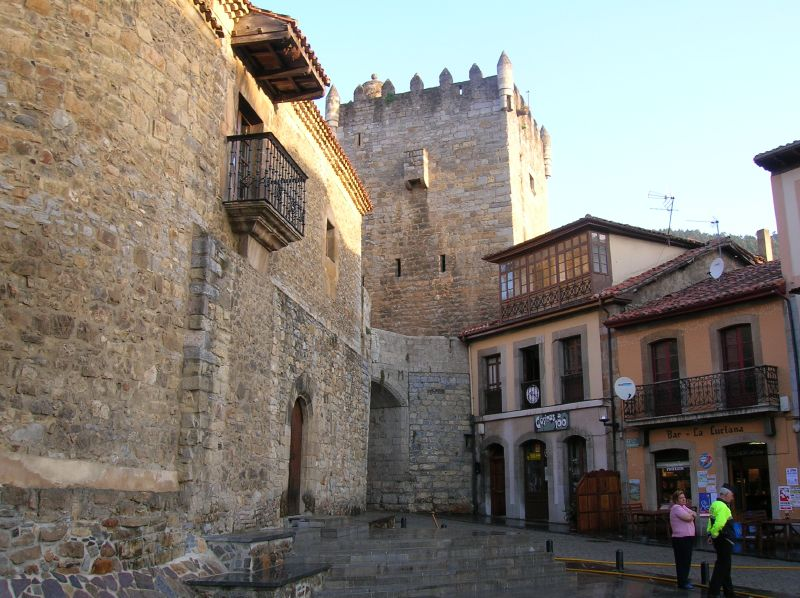
Torre de los Valdés, Salas, Espanha.

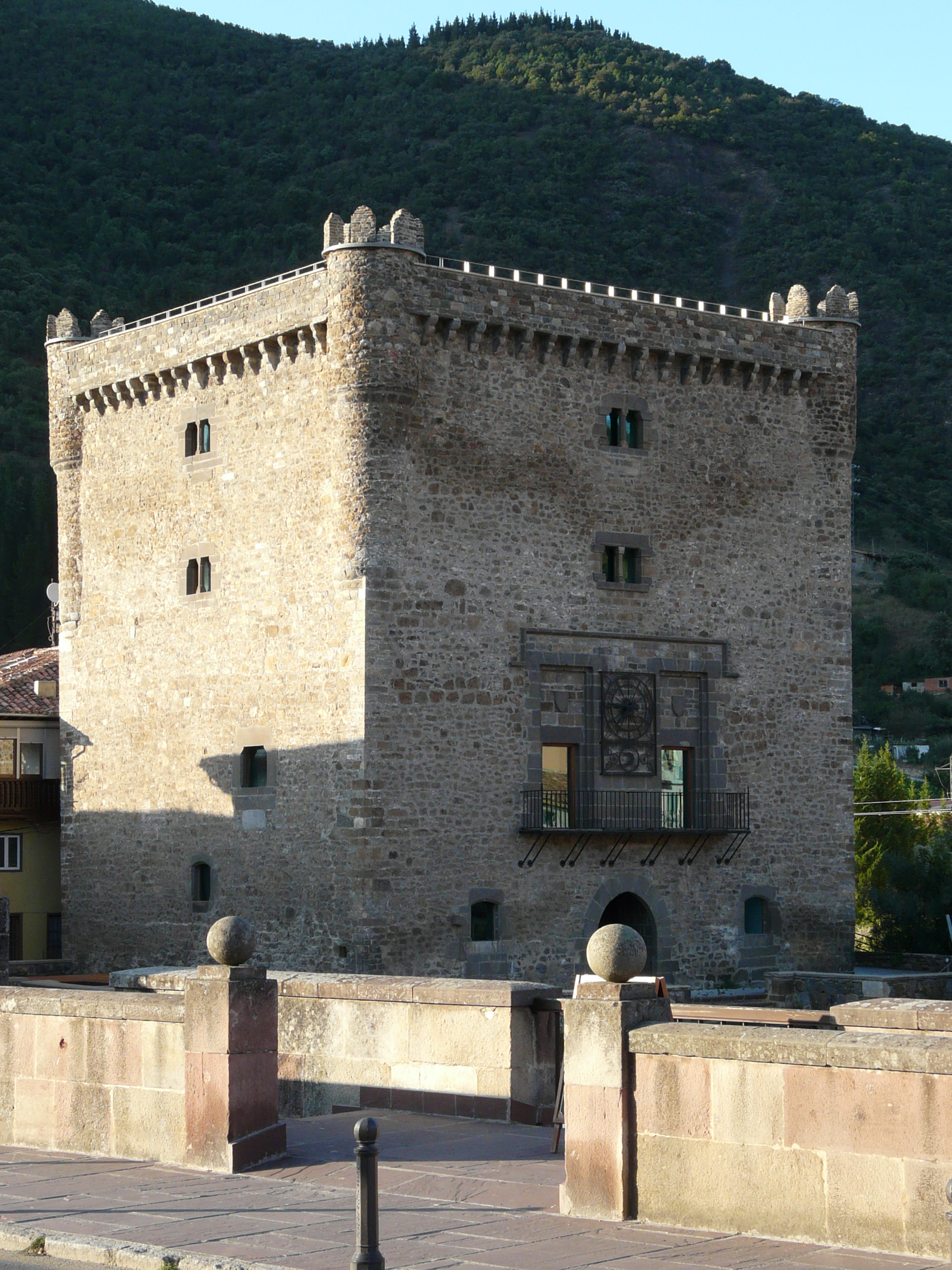
Torre del Infantado, in Potes, Espanha.

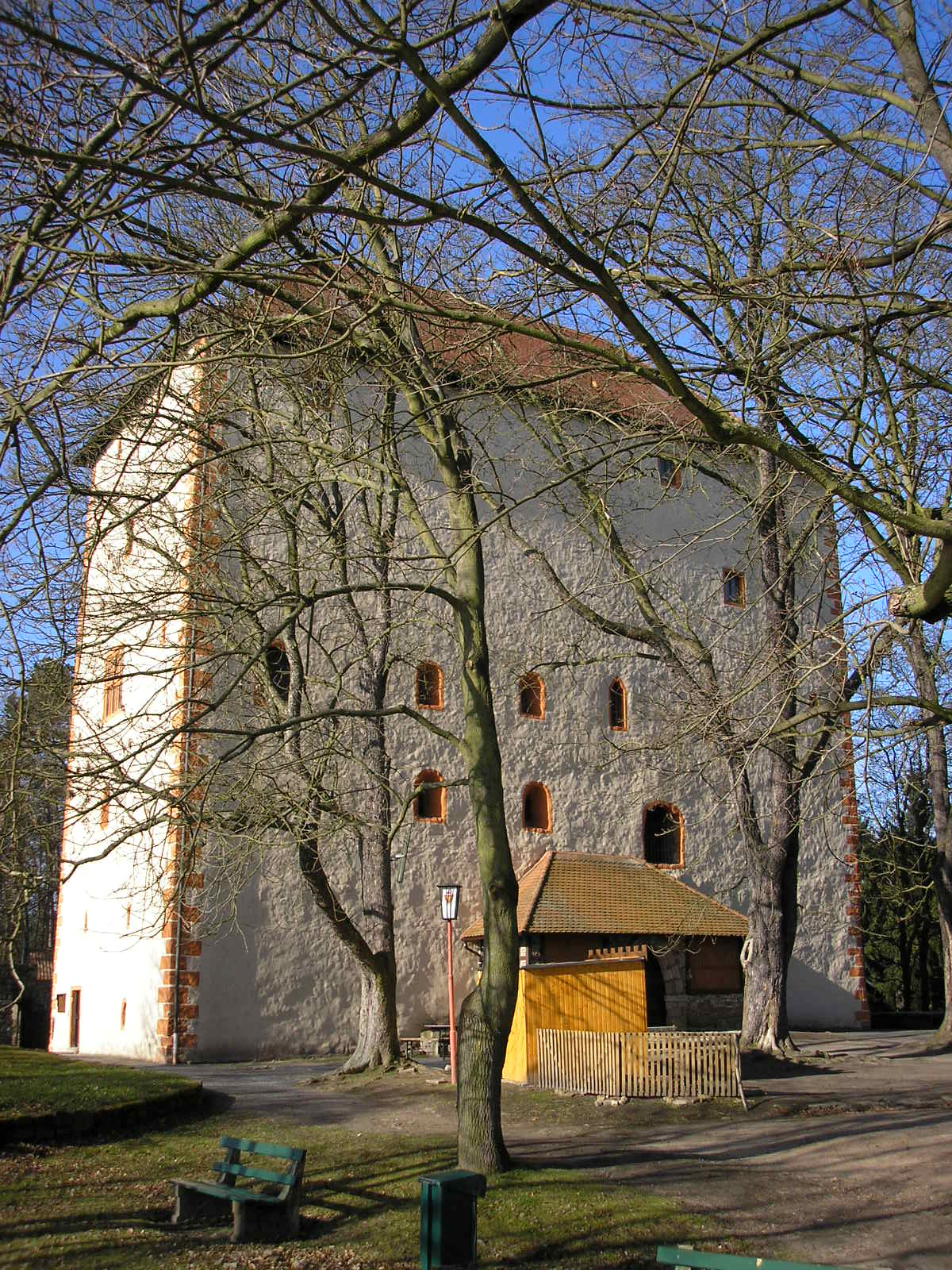
Câmaras de Orlamünde, Alemanha.

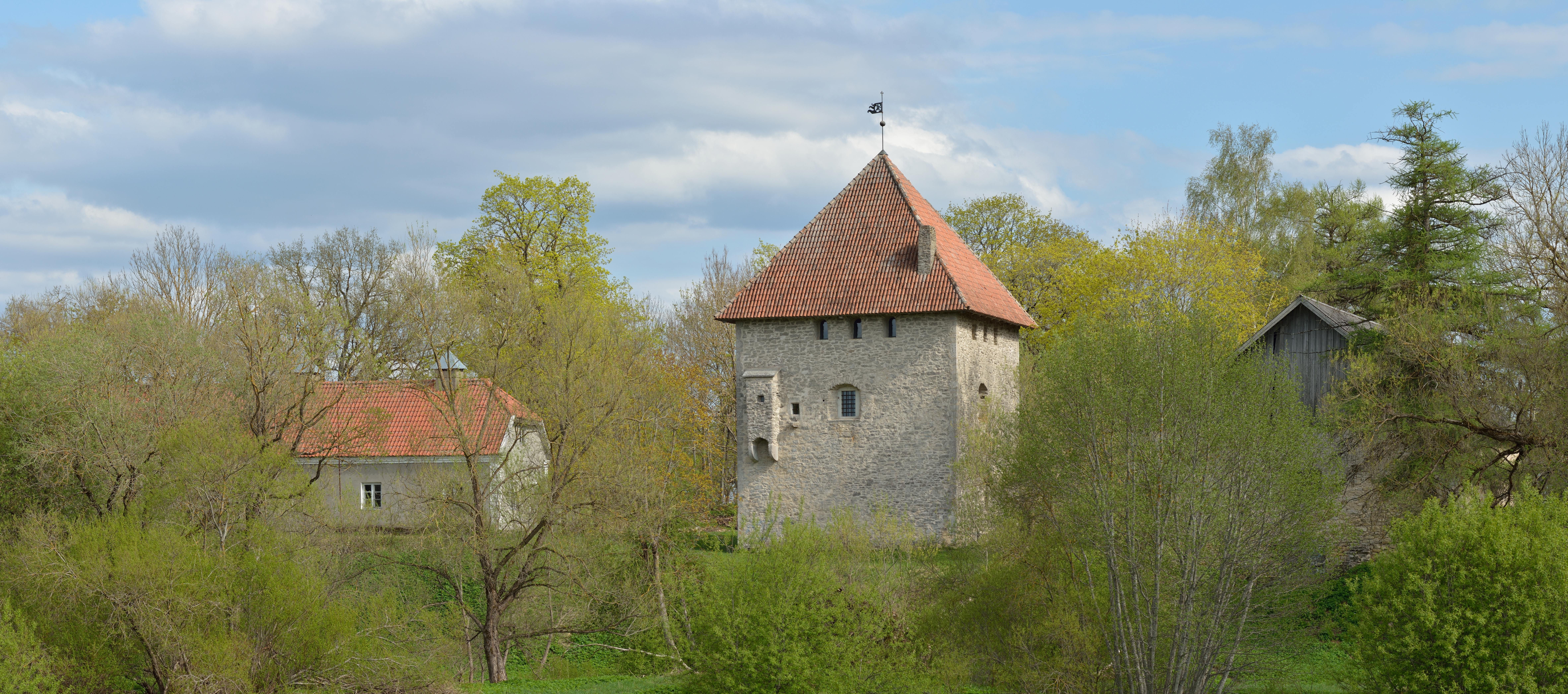
Casa-torre de Vao.

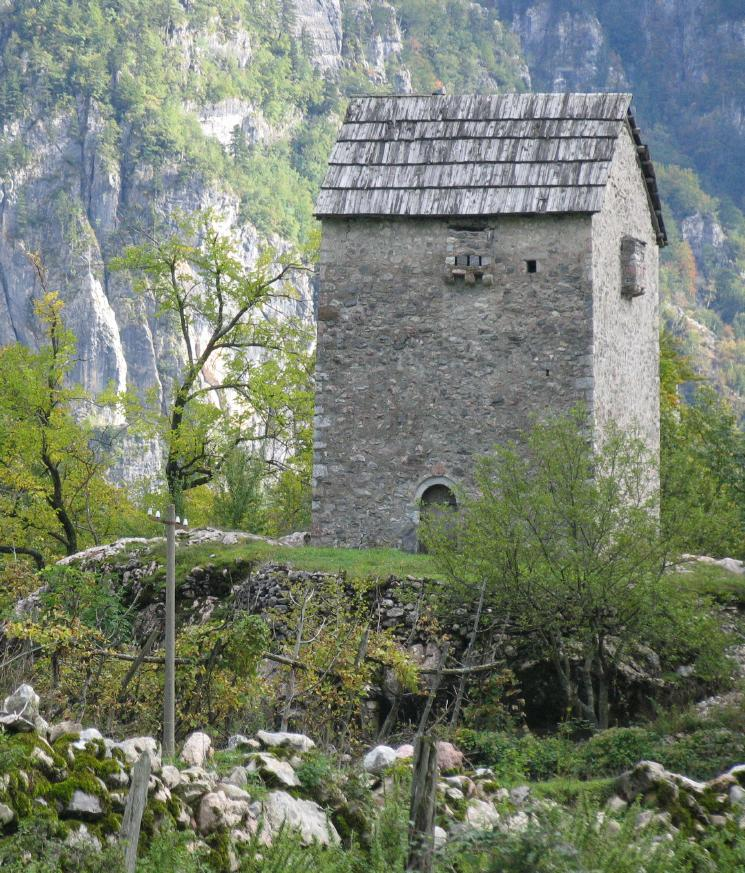
Casa torre de Theth, Albânia.

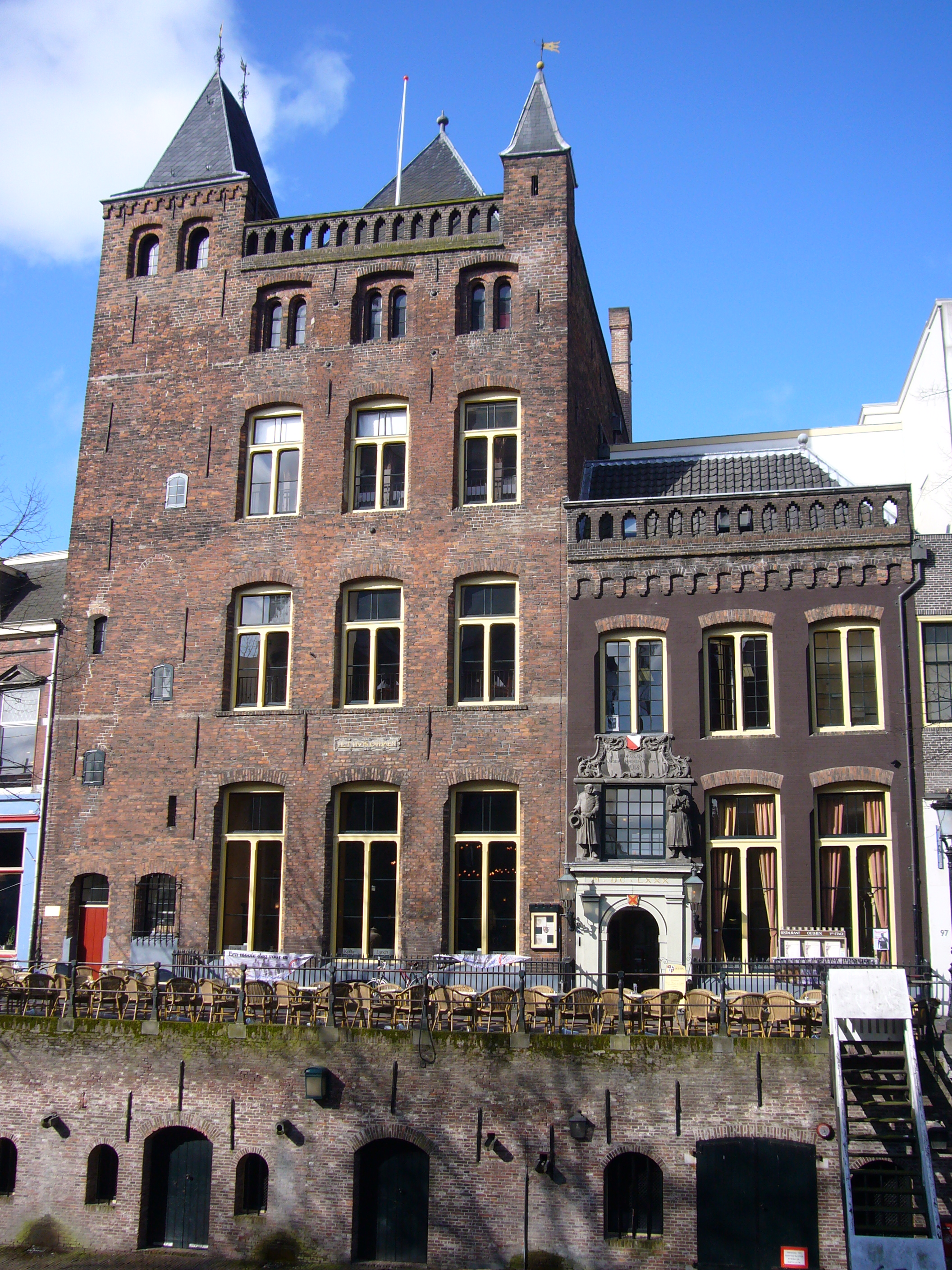
Oudaen de Utrecht, nos Países Baixos.

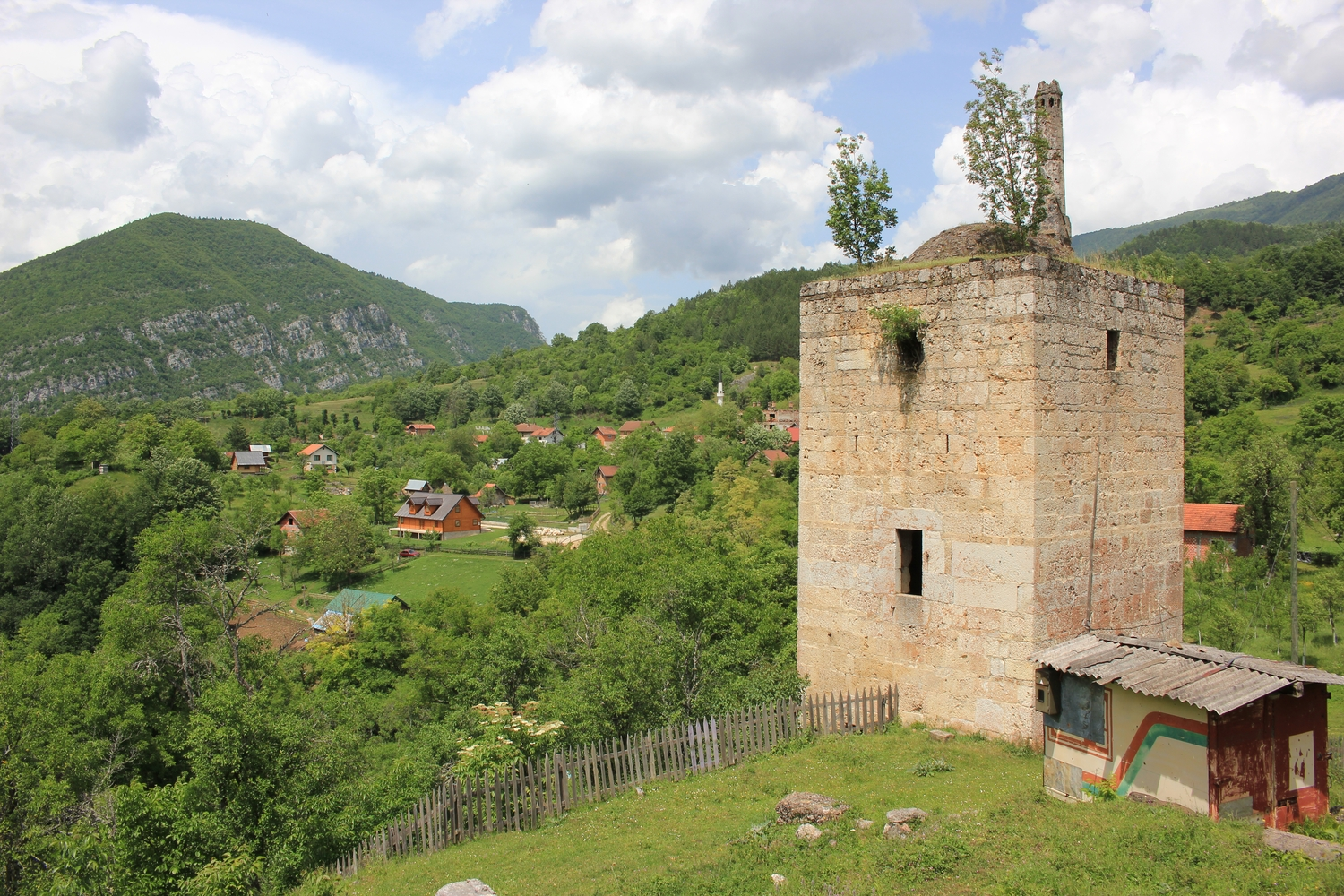
Kula Redžep Pašina de Žepa, Bósnia e Herzegovina.

Após o seu aparecimento inicial na Irlanda, Escócia, País Basco (dorretxe) e Inglaterra no Alta Idade Média, as casas-torre foram também construídas noutras partes da Europa Ocidental, nomeadamente em partes da França e da Itália. Nas comunas medievais italianas, os palazzi urbanos com uma torre muito alta eram cada vez mais construídos por famílias patrícias altamente competitivas como centros de poder em tempos de conflitos internos. A maioria das cidades do norte de Itália possuía várias destas casas-torres no final da Idade Média, mas poucas sobreviveram. Destacam-se duas torres em Bolonha, vinte torres em Pavia e as catorze torres seculares da pequena cidade de San Gimignano na Toscânia, o conjunto de casas-torre mais bem preservado da actualidade.
A Escócia possui muitos exemplos de casas-torre medievais, como as do Crathes, do Craigievar e do Fraser, e nas instáveis Marchas Escocesas ao longo da fronteira entre a Inglaterra e a Escócia, a torre peel era a residência típica dos ricos. Algumas foram construídas pelo governo. Na Escócia do século XVII, estes castelos tornaram-se retiros de prazer para as classes altas. Embora pudessem desempenhar uma função militar, estavam mobilados para conforto e interação social.
As casas-torre são muito comuns no norte da Espanha, especialmente no sul do País Basco, algumas delas datando do século VIII. Eram utilizadas sobretudo como residências nobres e serviam de refúgio contra vários inimigos, desde a árabes e, mais tarde, do Castela e do Aragão. No entanto, devido aos seus complexos Estatutos Jurídicos, poucas delas tinham cidades circundantes, pelo que são geralmente encontradas isoladas em locais estratégicos, como encruzilhadas, em vez de em terrenos elevados. Durante as Guerras de Bandas entre os nobres bascos, entre 1379 e 1456, os andares superiores defensivos da maioria delas foram demolidos. Poucas sobreviveram ilesas até aos dias de hoje. Desde então, têm sido utilizadas exclusivamente como residências pelos seus nobres residentes tradicionais (Santo Inácio de Loyola nasceu num deles) ou convertidas em quintas. Casas-torre semelhantes encontram-se a oeste do País Basco, na Cantábria e nas Astúrias. Mais a oeste, na Península Ibérica, na Galiza, as casas-torre medievais estão na origem de muitos pazo da Idade Média, residências nobres e fortalezas. Vários edifícios semelhantes existem também no norte de Portugal, como a Torre de Quintela.
Uma característica peculiar da Alemanha são as poucas casas-torre sobreviventes em Regensburg, que fazem lembrar as de San Gimignano.
Nos Balcãs, um tipo distinto de casa-torre (kule) foi construído durante a ocupação do Otomano, desenvolvido no século XVII por cristãos e muçulmanos durante um período de declínio da autoridade otomana e de insegurança. O "kule" tinha como finalidade proteger a família alargada, muito importante nesta área. Concentram-se principalmente na Bósnia a norte de Ghego na Albânia, e estruturas semelhantes conservam-se em Mani e em Creta, regiões da Grécia que já foram conhecidas por esta prática.
Nos Países Bálticos, a Ordem Teutónica e outros Cruzados ergueram casas-torre fortificadas na Idade Média, localmente conhecidas como "castelos vassalos", como forma de exercer controlo sobre as áreas conquistadas. Estas casas-torre não se destinavam normalmente a grandes ações militares; para este efeito, os cruzados dispunham de vários castelos maiores da Ordem. Várias destas casas-torre bem conservadas ainda existem, como no Purtse, Vao ou Kiiu, na Estónia.

## As torres em Portugal
Em Portugal, também a primitiva função destas torres foi a de habitação e refúgio para pessoas e bens, em caso de necessidade.
Símbolo de senhorio e poder militar, entretanto, ao final do século XV já haviam perdido a função como moradia habitual, dadas as suas reduzidas dimensões.
Em Portugal, também a primitiva função destas torres foi a de habitação e refúgio para pessoas e bens, em caso de necessidade.
Símbolo de senhorio e poder militar, entretanto, ao final do século XV já haviam perdido a função como moradia habitual, dadas as suas reduzidas dimensões.